# Рюрик (имя)
Рю́рик (др.-сканд. Hrœríkr, от прагерм. *Hrōþi-rīks «славный правитель», церк.-слав. Рю̀рикъ) — имя, возникшее в такой форме скорее всего в VIII веке и наиболее известное по таким деятелям, как князь Рюрик и Рёрик Ютландский.
Известно три русских князя с именем Рюрик: помимо летописного варяга, рассматриваемого как основатель княжеской династии, также Рюрик Ростиславич (ум. 1092) и Рюрик Ростиславич (ум. 1212).

## Историография
Иоганн Эверс (ум. 1830) писал, что наиболее точным соответствием имени Рюрик является позднеримское имя Ruricius. В кельтских континентальных языках с IV по VII век известны формы Ruricius, Ruricio, Roricius. На территории Франции в IX — XII веках отмечены имена Rorio, Rorico, Roricus, Rorigus, Rorigo, Rorigius, Rorigus. Имя Rory имело довольно широкое хождение у кельтов Ирландии и Шотландии, а имя Ryire — в Уэльсе. В имени Рорик/Рюрик отсутствует корневое d. Это не двучленный композит с двумя корневыми основами, как Rouderix (красный король) или Rúadgal, а соединение корневой основы rix/ri (король) с усилительной приставкой ro-.
Степан Гедеонов, ставший выразителем усилившегося в середине XIX века в рамках славянофильских тенденций антинорманизма, снова поставил в качестве основного вопрос этничности варягов и «руси». По его мнению, эти слова и имена первых русских князей (Рюрик, Олег, Игорь) вышли из прибалтийско-славянских языков, что он считал подтверждением и «славянской природы» русской государственности. Однако выдвинутую Гедеоновым этимологическую версию уже в его время отвергли лингвисты. Гедеонов и вслед за ним современный историк Олег Рапов, также придерживавшийся антинорманизма, рассматривали изображение сокола в качестве прототипа знаков Рюриковичей и сопоставляли имя Рюрик со славянским рарог «сокол», что считалось ими доказательством прибалтийско-славянского происхождения Рюрика.
Лингвист Елена Мельникова писала, что выведение имени Рюрик из поморско-славянского слова «rerig» («сокол») лингвистически невероятно. Лингвист Сергей Николаев пишет, что полабско-ободритское *rorög, *ræreg и имя Рюрик являются не более чем созвучиями, и называет утверждения об их связи околонаучными спекуляциями. Переселение полабско-одерских славян на территорию Руси не засвидетельствовано; в древнерусском языке имя князя-переселенца, если бы он был ободритом или рюгенцем, имело бы форму *Рярегъ или *Рарюгъ.

## Этимология
Имя Рюрик восходит к прагерманскому языку (др.-герм. Hrodric), который является предком скандинавских языков, и базируется на германских корнях *hrōþ- (*hrōþaz — «слава») и *-rīk (со значениями «богатство», «могущество»; *rīkz — «воин-правитель»). Ср.: англ. Roderic(k) Родерик, лат. Rodericus, нем. Roderich Родерих, фр. Roderic Родри́к, итал. Rodrigo Родри́го.
По мнению лингвистов Г. Шрамма, Макса Фасмера и Елены Мельниковой, имя Рюрик в древнерусском языке происходит от др.-сканд. Hrœrekr. Согласно лингвисту Сергею Николаеву, судя по узкому рефлексу северогерманского праязыка *œ̄, древнешведскую форму Rȳrik имя имело в среднешведских (уппландских) диалектах. В древнедатском и южношведском имя имело форму Rørek и в древнерусском языке было бы передано как *Рорекъ или *Ререкъ. Древненорвежская форма имени Hrørekr далека от русской передачи.
Производные формы встречаются в различных источниках:
- Hrodrica — древнесаксонский язык,
- Hrēðrīc и Hroðricus — древнеанглийский язык,
- Rørik — восточный древнескандинавский язык: древнешведский, древнедатский диалекты,
- Hrœrekr — западный древнескандинавский язык: древненорвежский диалект,
- rorikR, ruRikr, hruRikR, ryRikR — из рунических надписей (R вместо этимологической r в середине — результат гиперкоррекции).

Из скандинавского эпоса и хроник известны следующие носители имени Rørik (Hrœrekr):
- Hreðric[англ.] — сын датского короля VI века в эпосе «Беовульф».
- Хрёрик Метатель Колец — датский конунг VII века, дед знаменитого принца Гамлета, история которого описана Саксоном Грамматиком и позднее послужила основой для трагедии Шекспира.
- Rudereiks (Родерих) — король вестготов в Испании в 710—711 годах.
- Рёрик Ютландский — датский викинг IX века, часто упоминался в хрониках.
- Хрёрек, сын Хринга — норвежский конунг, ослеплённый в начале XI века конунгом Олафом Святым. Известен по саге «Прядь об Эймунде Хрингссоне».

Согласно общепринятому мнению филологов-германистов, общее с именем Рорик (Рюрик) происхождение имеют современные имена Родерих (Roderich), Родерик (Roderick), Родриго (Rodrigo).

## Первые упоминания имени

### Ксантенские анналы
Ксантенские анналы в записи сделанной монахом в 873 году фактически современником одного из Рюриков — Рёрика Ютладского, по реальным событиям описывают его за набеги как «язву христианства». Однако анналы дошли до нас в поздних списках XV века, что приводило внесению искажений в текст переписчиками. Палеография показывает, что это копия также копии составленной написанием характерным для XI века. Для этимологии имени Рюрик это представляет проблему, так как мы не знаем какие изменения написания были внесены дважды в XI и XV веках относительно оригинального текста написанного современником этого Рюрика.

### Рунические камни в Швеции
Письменное упоминание имени содержится на камне U 413 в церкви Норрсунда, вероятно, могильной плите, в следующей записи:
ulfr + lit kiara · merki · eftiʀ · iarut · sun · sin · en: biarn: ok · ruʀikr · eftiʀ · broþur · sin ·
Что дословно читается как «Ульф велел сделать памятник по Йорунду, своему сыну, а Бьёрн и Рюрик по своему брату».
Шведские исследователи рун отмечают, что мало сомнений, что надпись читается как Рюрик и отмечают, что это очень редкое, но не единственное упоминание имени Рюрика на рунических надписях. Руническая надпись на камне Ög 153 сообщает об том, что Рюрик поставил его по своим сыновьям, Фруде и Осбьёрну (fruþa auk asbaun).
Руническая надпись Sö 47 сообщает, что Рюрик похоронил своего сына Асмуда (osmunt) в церкви и сообщает, вероятно, о насыпанном в его память монументе (в качестве которого, вероятно, использовался монумент из камней, насыпанный ещё в бронзовом веке). Последний камень наиболее загадочен и учёные отмечают, что сложно понять об каких событиях идёт речь. Отметим, что в Шведском археологическом каталоге отмечено, что из серии «камней об Рюрике» данный камень является спорным, так как в остальных рунических камнях надпись имени сохранилась полностью, а на данном камне утрачены первые руны и только наиболее вероятно, что написано «Рюрик» (...(ʀ)-kʀ:), однако сохранилась надпись «по сыну Рюрика» (at: ryʀ:iks: sun).

### Русские летописи
Первое упоминание имени Рюрик в русских летописях, известных по спискам, начиная с XIV века, отмечено в «Повести временных лет», созданной в начале XII века.
Источником летописного рассказа о призвании варягов во главе с Рюриком считается династическая этиологическая легенда русских князей, согласно которой Рюрик был прародителем княжеского рода, что отражено в древнерусском княжеском именослове, в котором имя Рюрик начинает использоваться с 1060-х годов (Рюрик Ростиславич, ум. 1092; Рюрик Ростиславич, ум. 1212). Династическая легенда закрепилось в древнейшем русском летописании и древнерусском политическом сознании.

## Современное хождение имени
В настоящее время имя Rurik имеет хождение в Финляндии, Дании, Швеции и Исландии. Современной популярной испаноязычной формой имени является производная форма «Родриго». В германских языках часто использовалась производная форма как Родерик.

## Исторические деятели с производными именами от Рюрик
Производные значения были использованы в легендах и мифах разных народов:
- Hrodric — древнегерманский язык
- Hrēðrīc и Hroðricus — древнеанглийский язык
- Rørik — восточный древнескандинавский, древнешведский, древнедатский языки
- Hrœrekr — западный древнескандинавский язык
- rorikR, ruRikr, hruRikR — из рунических надписей

Из скандинавского эпоса и хроник известны следующие носители имени Rørik (Hrœrekr):
- Hreðric — сын датского короля VI века в эпосе «Беовульф».
- Хрёрик Метатель Колец — легендарный датский конунг VII века.
- Родерих — король вестготов в Испании в 710—711 годах.
- Рёрик Ютландский — датский викинг IX века, часто упоминался в хрониках.
- Хрёрек, сын Хринга — норвежский конунг, ослеплённый в начале XI века конунгом Олафом Святым. Известен по саге «Прядь об Эймунде Хрингссоне».